# Lijst van nummer 1-hits in de Nederlandse Single Top 100 in 1991
Deze hits stonden in 1991 op nummer 1 in de Nationale Hitparade, de voorloper van de huidige Nederlandse Single Top 100.
| Nummer | Datum        | Artiest                                | Titel                                      |
| ------ | ------------ | -------------------------------------- | ------------------------------------------ |
| 353    | 5 januari    | Vanilla Ice                            | Ice ice baby                               |
|        | 12 januari   | Vanilla Ice                            | Ice ice baby                               |
|        | 19 januari   | Vanilla Ice                            | Ice ice baby                               |
|        | 26 januari   | Vanilla Ice                            | Ice ice baby                               |
|        | 2 februari   | Vanilla Ice                            | Ice ice baby                               |
| 354    | 9 februari   | C & C Music Factory & Freedom Williams | Gonna make you sweat (Everybody dance now) |
| 355    | 16 februari  | Candyman                               | Knockin' boots                             |
|        | 23 februari  | Candyman                               | Knockin' boots                             |
| 356    | 2 maart      | Seal                                   | Crazy                                      |
| 357    | 9 maart      | Raymond van het Groenewoud             | Liefde voor muziek                         |
|        | 16 maart     | Raymond van het Groenewoud             | Liefde voor muziek                         |
|        | 23 maart     | Raymond van het Groenewoud             | Liefde voor muziek                         |
|        | 30 maart     | Raymond van het Groenewoud             | Liefde voor muziek                         |
|        | 6 april      | Raymond van het Groenewoud             | Liefde voor muziek                         |
| 358    | 13 april     | Roxette                                | Joyride                                    |
|        | 20 april     | Roxette                                | Joyride                                    |
|        | 27 april     | Roxette                                | Joyride                                    |
| 359    | 4 mei        | R.E.M.                                 | Losing my religion                         |
|        | 11 mei       | R.E.M.                                 | Losing my religion                         |
|        | 18 mei       | R.E.M.                                 | Losing my religion                         |
| 360    | 25 mei       | Scorpions                              | Wind of change                             |
|        | 1 juni       | Scorpions                              | Wind of change                             |
|        | 8 juni       | Scorpions                              | Wind of change                             |
| 361    | 15 juni      | The KLF                                | Last train to trancentral                  |
| 362    | 22 juni      | Crystal Waters                         | Gypsy woman (La da dee la da da)           |
|        | 29 juni      | Crystal Waters                         | Gypsy woman (La da dee la da da)           |
| 363    | 6 juli       | Extreme                                | More than words                            |
|        | 13 juli      | Extreme                                | More than words                            |
| 364    | 20 juli      | Sniff 'n' the Tears                    | Driver's seat                              |
|        | 27 juli      | Sniff 'n' the Tears                    | Driver's seat                              |
| 365    | 3 augustus   | Bryan Adams                            | (Everything I do) I do it for you          |
|        | 10 augustus  | Bryan Adams                            | (Everything I do) I do it for you          |
|        | 17 augustus  | Bryan Adams                            | (Everything I do) I do it for you          |
|        | 24 augustus  | Bryan Adams                            | (Everything I do) I do it for you          |
|        | 31 augustus  | Bryan Adams                            | (Everything I do) I do it for you          |
|        | 7 september  | Bryan Adams                            | (Everything I do) I do it for you          |
|        | 14 september | Bryan Adams                            | (Everything I do) I do it for you          |
|        | 21 september | Bryan Adams                            | (Everything I do) I do it for you          |
|        | 28 september | Bryan Adams                            | (Everything I do) I do it for you          |
|        | 5 oktober    | Bryan Adams                            | (Everything I do) I do it for you          |
|        | 12 oktober   | Bryan Adams                            | (Everything I do) I do it for you          |
|        | 19 oktober   | Bryan Adams                            | (Everything I do) I do it for you          |
| 366    | 26 oktober   | L.A. Style                             | James Brown is dead                        |
|        | 2 november   | L.A. Style                             | James Brown is dead                        |
| 367    | 9 november   | Salt-N-Pepa                            | Let's Talk About Sex                       |
|        | 16 november  | Salt-N-Pepa                            | Let's Talk About Sex                       |
|        | 23 november  | Salt-N-Pepa                            | Let's Talk About Sex                       |
| 368    | 30 november  | Gordon                                 | Kon ik maar even bij je zijn               |
|        | 7 december   | Gordon                                 | Kon ik maar even bij je zijn               |
|        | 14 december  | Gordon                                 | Kon ik maar even bij je zijn               |
|        | 21 december  | Gordon                                 | Kon ik maar even bij je zijn               |
|        | 28 december  | Geen Nationale Hitparade verschenen    | Geen Nationale Hitparade verschenen        |